# Canthium strychnoides
Canthium strychnoides är en måreväxtart som beskrevs av William Grant Craib. Canthium strychnoides ingår i släktet Canthium och familjen måreväxter. Inga underarter finns listade i Catalogue of Life.